# Chester Harding House
Das Chester Harding House ist das historische Wohnhaus des US-amerikanischen Malers Chester Harding in der Beacon Street im Bostoner Stadtteil Beacon Hill im Bundesstaat Massachusetts der Vereinigten Staaten. Obwohl Harding nur vier Jahre dort lebte, wird es heute noch mit ihm assoziiert. Es wurde 1965 als National Historic Landmark deklariert und 1966 in das National Register of Historic Places eingetragen. Zugleich ist das Gebäude Contributing Property des Beacon Hill Historic District.

## Architektur
Das Haus steht auf einem nahezu rechteckigen Grundstück gegenüber der Einmündung der Bowdoin Street. Das vier Stockwerke hohe Haus mit Flachdach wurde 1808 von Thomas Fletcher im Federal Style entworfen und aus Mauerziegeln errichtet. Aufgrund seiner Größe und üppigen Ausstattung wurde es zunächst nach dem ersten Eigentümer als Amory’s Folly (deutsch etwa Amorys nutzloser Prachtbau) bezeichnet.
Zu den äußerlichen Merkmalen zählen eine mit Säulen gestützte Eingangsüberdachung, flache Bögen über den Fenstern, deren Größe mit jedem Stockwerk abnimmt sowie ein aus Zahnschnitten bestehendes Gesims an der Dachlinie. Neben dem Eingang führte ein Bogengang zur Rückseite des Hauses. Die Innenaufteilung entsprach den meisten anderen Häusern dieser Epoche in Beacon Hill, d. h. die Küche befand sich im Souterrain, der Salon und das Esszimmer befanden sich im Erdgeschoss und die Schlafräume in den oberen Etagen.
Nach dem Auszug von Chester Harding im Jahr 1830 wurde das Erscheinungsbild deutlich verändert, was sich heute insbesondere im 1885 neu gestalteten Eingangsbereich zeigt, dessen Überdachung wesentlich verbreitert wurde, sodass das erste und zweite Obergeschoss um die Dachfläche erweitert werden konnten. In den 1920er Jahren baute die Unitarian Church Association das Haus zum Bürogebäude um.
1963 übernahm die Boston Bar Association das Gebäude und renovierte es erneut. Im Souterrain wurden eine Küche und ein Esszimmer eingerichtet, eine Rezeption im Erdgeschoss, Büros und Konferenzräume im ersten und zweiten Stock sowie eine Bibliothek im dritten Obergeschoss. Ebenfalls wurden die Elektrik und Heizanlage modernisiert und die Erweiterung des zweiten Obergeschosses zurückgebaut. Die Inneneinrichtung wurde sorgfältig restauriert und ist in einigen Teilen noch im Original erhalten.

## Historische Bedeutung
Der 1792 in Conway geborene Namensgeber Chester Harding lebte von 1826 bis 1830 in diesem Haus. Er zählte zu den erfolgreichsten Porträtmalern der Vereinigten Staaten und hatte schon vor seinem Umzug nach Boston eine Euphorie ausgelöst, die Gilbert Stuart als Harding fever bezeichnete. Obwohl er nur vier Jahre dort lebte, ist das Haus aufgrund seiner Persönlichkeit und Bedeutung seiner Werke bis heute mit seinem Namen verbunden.